# Riàbinki (Krasnoiarsk)
|  | Per a altres significats, vegeu «Riàbinki». |

Riàbinki (en rus: Рябинки) és un poble del krai de Krasnoiarsk, a Rússia, que en el cens del 2010 tenia 152 habitants. Pertany al districte de Zaoziorni.